# Basilica di San Biagio (Maratea)
La basilica di San Biagio è il principale luogo di culto cattolico del comune di Maratea, situata sulla cima del Monte San Biagio, di fronte alla statua del Redentore.
È il cuore religioso della comunità cristiana locale e custode delle reliquie del patrono San Biagio.
Si trova nel punto più alto della città vecchia di Maratea, detta Castello, e ne è la chiesa parrocchiale. Tradizione vuole sia sorta sul sito di un tempio pagano dedicato a Minerva. Nel 1940 è stata elevata alla dignità di basilica minore.

## Storia
Leggenda e tradizione popolare vogliono che la chiesa sia nata riadattando al culto cristiano un tempio pagano, di origine incerte, dedicato alla dea Minerva, Sebbene finora non siano state ufficialmente riscontrate prove dell'esistenza di tale tempio, il sito è conforme alla localizzazione di un santuario costiero pagano. In aggiunta a ciò va ricordato che una breve campagna archeologica condotta nelle vicinanze ha restituito materiale di età romana.
È opinione comune che la primitiva chiesa consistesse solo nell'attuale presbiterio, e la memoria popolare ricorda fosse dedicata in origine alla Madonna delle Grazie.
Quando vi furono trasferite le reliquie del santo armeno, il sacro edificio divenne con tale acquisizione il Santuario del Santo Biagio, eletto patrono della città: tale evento è comunemente datato all'anno 732.
Nel 1324, la parrocchia di San Biagio estendeva la sua giurisdizione sulla parrocchia della vicina Castrocucco, e risultava essere l'arcipretura del territorio nei documenti della diocesi di Cassano, a cui le due parrocchie appartenevano dopo essere state scorporate dalla diocesi di Policastro. Nel 1898 le parrocchie di Maratea tornarono a far parte della diocesi di Policastro finché nel 1976 passarono alla diocesi di Tursi-Lagonegro.
Nel 1562 fu interessata da alcuni lavori di restauro ad opera della locale confraternita di San Biagio. Nello stesso anno, il giorno 4 marzo, il papa Pio IV concesse un tesoro d'indulgenze alla chiesa e riconobbe quello che per i cattolici è il miracolo della Santa Manna.
Per quanto riguarda l'architettura, non si conoscono per certo né l'epoca né le modalità con cui la chiesa primitiva fu ampliata con la costruzione del corpo che ospita le tre navate, decorate con massicce volte in stile romanico.

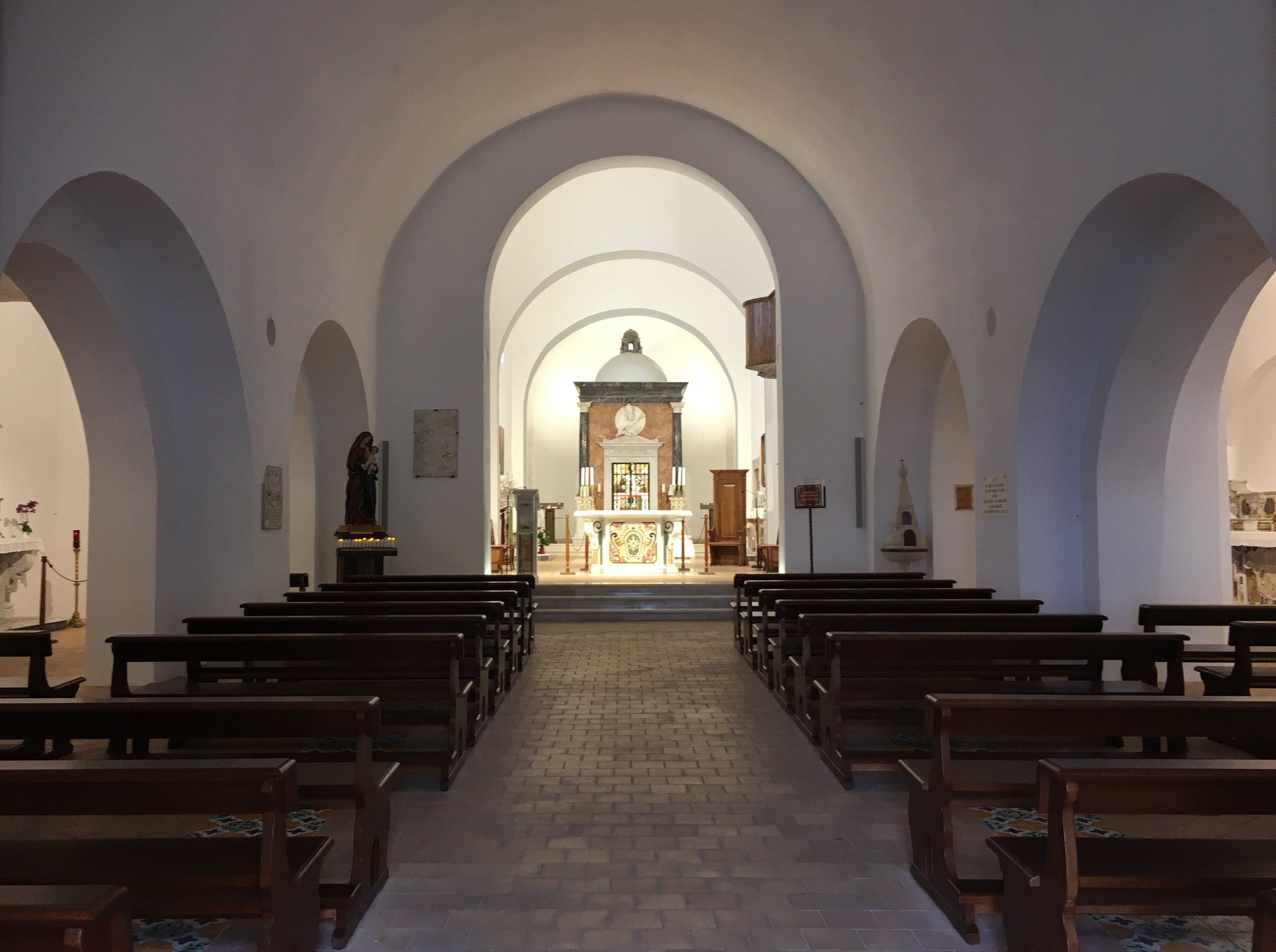
Interno della basilica.

Nel 1618 (secondo altre fonti nel 1619) la suddetta confraternita fece costruire una cappella per ospitare l'urna con le reliquie del santo. Un documento settecentesco ricorda così l'evento:
(documento datato tra il 1750 e il 1760, citato in Cernicchiaro & Perretti, pp. 114-115.)
La chiesa, nello stesso secolo, fu poi seriamente danneggiata da un incendio scaturito da un fulmine caduto nella notte del 16 ottobre 1624, che distrusse i documenti storici custoditi nell'archivio parrocchiale. La cappella con le reliquie fu poi posta sotto la tutela della regia curia dal re Filippo IV d’Asburgo con lettera reale datata 23 dicembre 1629: da allora è nota popolarmente con il nome di "Regia Cappella".
Nella prima metà del XVIII secolo il parroco Gaetano Ventapane spese molte sue sostanze per abbellire la chiesa, facendo costruire l'attuale piazzale antistante la chiesa, sostenuto da poderose sostruzioni a secco, e realizzando il loggione a tre arcate.  Nel 1741 fu costruito il campanile, di stile vagamente bizantino.
Nel 1878 la chiesa fu nuovamente restaurata dal parroco Gennaro Buraglia, che ricoprì la Regia Cappella di nuovi marmi di Carrara.
Il 10 agosto 1940 il santuario fu elevato a dignità di basilica pontificia da papa Pio XII, che fece comunicare la notizia al vescovo di Policastro Federico Pezzullo, nella cui diocesi Maratea era rientrata dall'anno 1898, con il seguente telegramma:
(riportato in Damiano, pp. 139-140.)
Tra il 1963 e il 1969 la chiesa fu oggetto di un massiccio lavoro di restauro, che cancellò le stratificazioni architettoniche della chiesa, modificandone parzialmente la struttura interna ed eliminando quasi tutte le opere d'arte presenti. Queste ultime, insieme con gli altari marmorei, furono ricollocati nella chiesa tra il 1976 e il 1982 per opera del locale centro culturale.
Il 29 giugno 2021 è stata riaperta al culto dopo alcuni lavori di restauro dell'interno e dell'esterno della struttura.

## Architettura e arte

### Esterno

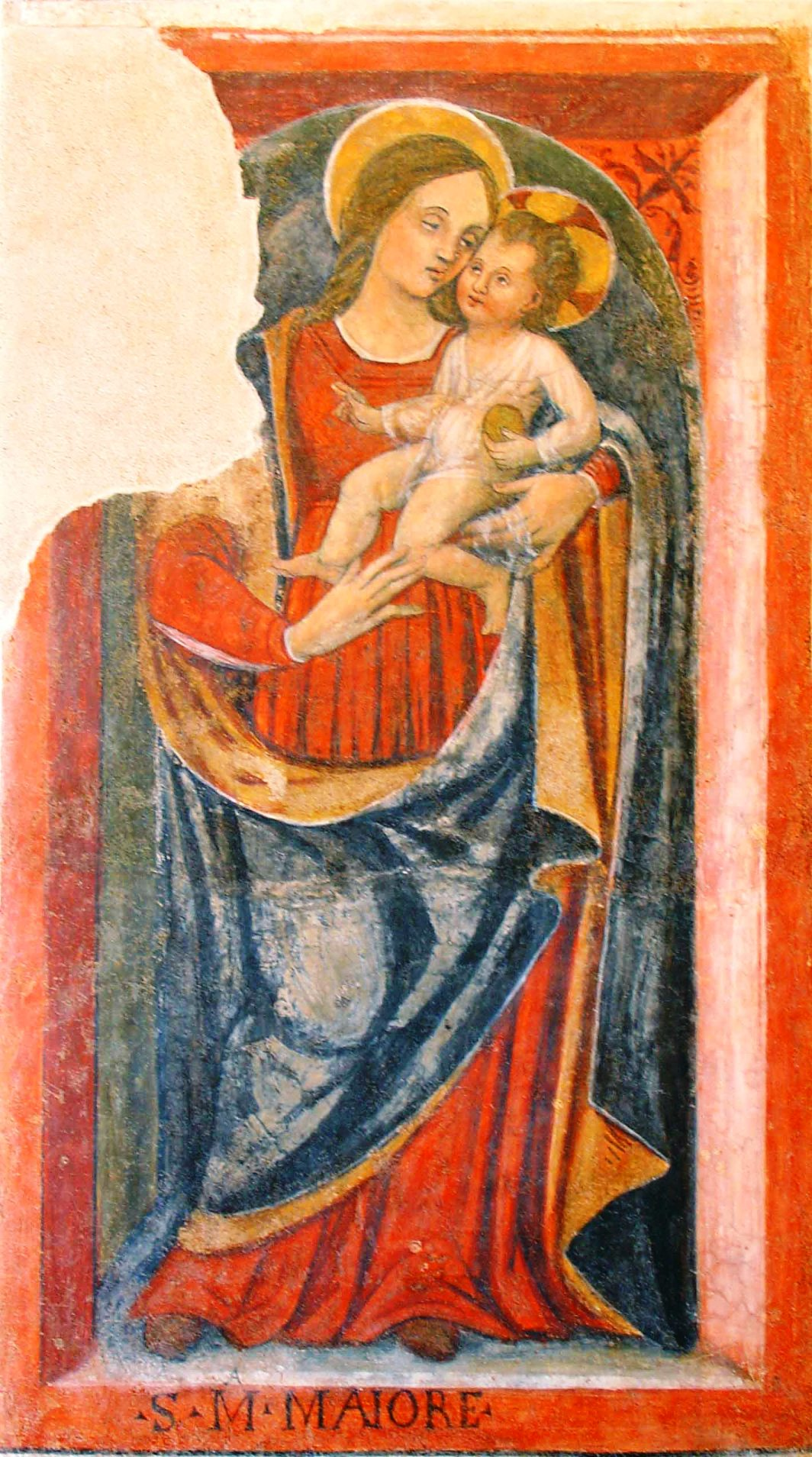
Affresco della Madonna del Melograno.

La facciata della chiesa presenta un portico a tre arcate di stile neoclassico, con quattro colonne che sorreggono un timpano triangolare, in cui trova posto una nicchia con una piccola statua di San Biagio in marmo bianco.
La navata settentrionale della chiesa è sorretta da tre massicci contrafforti, mentre quella meridionale poggia in parte su un costone di roccia.

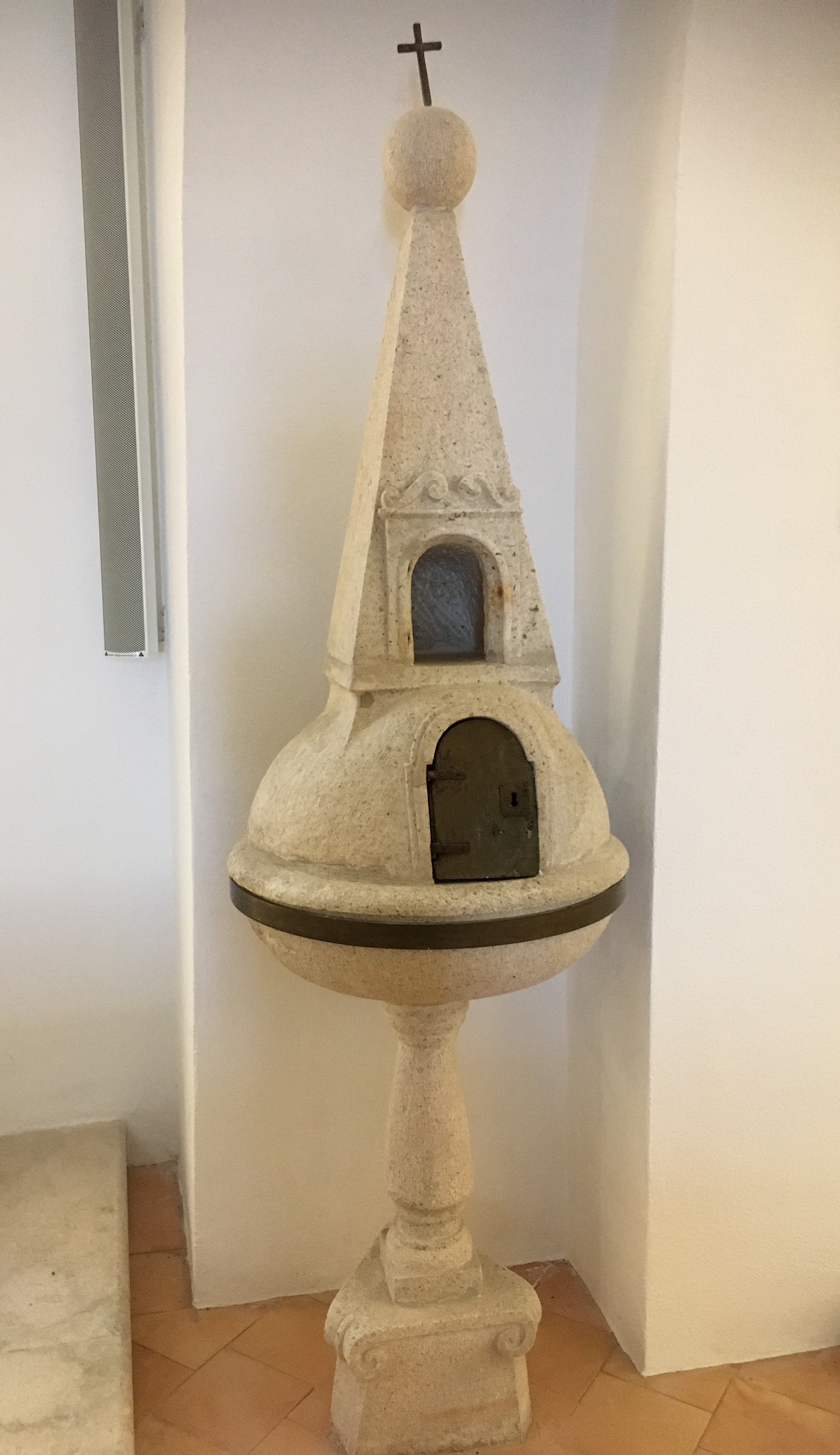
Il fonte battesimale medievale.

Al lato sinistro della struttura si alza il piccolo campanile.

### Interno
La chiesa è divisa in quattro ambienti: tre navate e il presbiterio, grande quasi quanto la navata centrale. La chiesa oggi appare ornata con arcate in stile romanico, sebbene prima dei lavori del 1963-69 le volte avevano disegno vario, dal toscano al gotico.
La chiesa oggi non ospita opere d'arte in quantità copiosa.
L'opera più antica presente nella chiesa è l'affresco che rappresenta la Madonna con il Bambino, comunemente chiamato Madonna del Melograno, datato al tardo XV secolo, posto sul primo pilastro a sinistra della navata centrale. Segue il tabernacolo in marmo, datato 1519, donato alla chiesa da Guglielmo Diodato. L'opera rappresenta un'arca, completa di oranti che contemplano il SS. Sacramento. L'antico fonte battesimale in pietra, posto tra una navata laterale e quella centrale, è datato al XV-XVI secolo.
Risalgono al XVIII secolo gli altari marmorei policromi, il bassorilievo dell'Annunciazione, che rappresenta la scena canonica con la Madonna e l'arcangelo Gabriele, e quello della cosiddetta Madonna della Sapienza o Madonna del Rosario, la cui base è datata 1755. Di pregevole fattura è la statua della Madonna delle Grazie, in legno, del XVIII secolo.

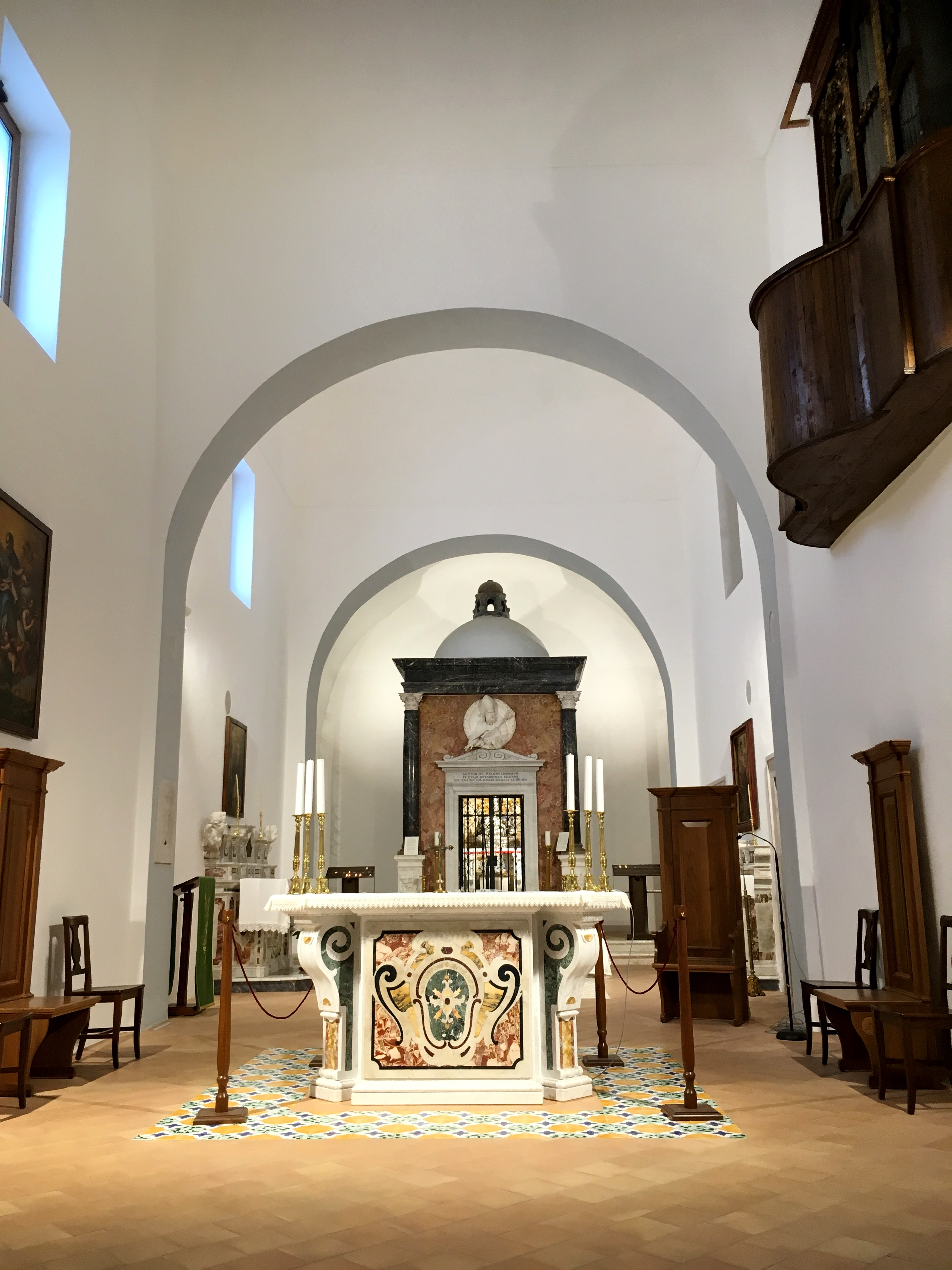
Il presbiterio.

Risalgono al XVIII-XIX secolo i due bei dipinti di San Biagio in Gloria, che rappresenta il santo su una nuvola accompagnato da angeli in atto di proteggere la città vecchia rappresentata come un grande castello, e quello di San Macario, che rappresenta il santo eremita.

### La Regia Cappella
La cappella fu costruita nel 1618 o 1619. Fu poi rifabbricata nel 1621 e abbellita con stucchi in oro nel 1687 con beneplacito vescovile. Venne dichiarata regia cappella nel 1629.
Originariamente posta sul lato destro della navata centrale, la cappella fu spostata al centro del presbiterio nel 1940, e sopraelevata su un piedistallo molto alto. Durante i lavori del 1963-69 fu prima collocata nella navata sinistra, poi alloggiata nella sistemazione attuale, cioè fabbricata a terra in fondo al presibiterio.

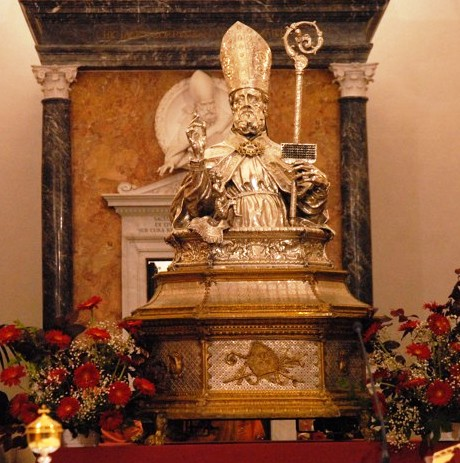
La Regia Cappella e la statua argentea di san Biagio.

Fino ai recenti lavori l'esterno della cappellina era adornato con una cupoletta in marmo e con piccoli angeli in stucco, oggi scomparsi. Attualmente la cappella è sormontata da una cupola in stucco bianco. L'interno, oggi coperto da un fondo di marmo giallo, era ornato di stucchi in oro. Il parroco Carmine Iannini, nel 1835, descriveva l'interno della cappella:
(Iannini, p. 200.)
La suddetta statua, in argento, fu cesellata a partire dal 1699, con l'artista Parascandolo di Napoli che modellò la testa, per poi essere completata da Domenico De Blasio nel 1706. Nel 1873 subì il furto della croce processionale, fino ad essere strappata per sempre dalla vista dei fedeli da ignoti ladri la notte del 28 ottobre 1976. La statua che è oggi conservata nella Regia Cappella è una fedele copia dell'originale, opera del veneziano Romano Vio.

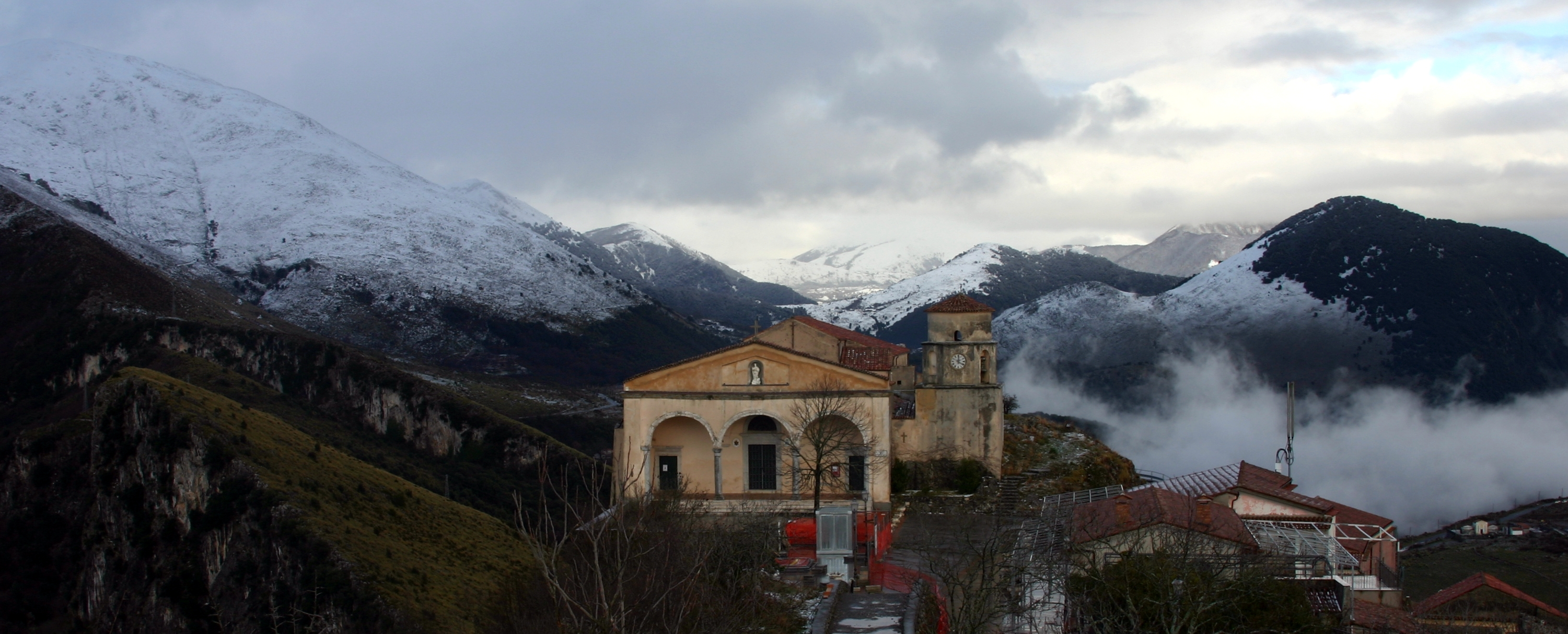
La basilica e i monti retrostanti in inverno.

## Privilegi e grazie concesse alla chiesa dai papi
Numerose sono state le donazioni d'indulgenze e privilegi da parte dei papi alla chiesa di San Biagio di Maratea.
Le principali furono:
- 4 marzo 1562: papa Pio IV concede un tesoro d'indulgenze e riconosce il miracolo della santa manna;
- 15 febbraio 1610: papa Paolo V concede altre indulgenze;
- 5 marzo 1725: papa Benedetto XIII accordò la celebrazione dell'officio della messa di san Biagio semel in mense;
- 5 marzo 1738: la Congregazione dei riti estese il precedente privilegio a tutta della diocesi;
- 10 agosto 1940: papa Pio XII concede alla chiesa il titolo di basilica minore.